# Thâm cung kế
Thâm cung kế (tiếng Anh: Deep in the Realm of Conscience; tiếng Hoa: 宮心計2·深宮計; hay còn gọi là Cung tâm kế 2· Thâm cung kế) là một bộ phim cổ trang do Đài Truyền hình TVB sản xuất. Phim được phát sóng vào tháng 5 năm 2018, là phần hai của tác phẩm Cung Tâm Kế (phát sóng năm 2009).

## Nội dung
Vào những năm Đường Long, Lý Long Cơ (do Mã Tuấn Vỹ đóng) bắt tay với Thái Bình Công chúa (do Trần Vỹ đóng), phát động chính biến. Họ lập mưu tiêu diệt gia tộc của Vi hậu (do Mễ Tuyết đóng) – kẻ đang thao túng triều đình, làm xói mòn hệ thống pháp luật Nhà Đường.
Lý Long Cơ và Thái Bình Công chúa ủng hộ Lý Đán (do Lý Long Cơ đóng) nắm giữ triều cương. Tưởng rằng lần đảo chính này đã đem lại sự bình yên cho chốn cung cấm. Nào ngờ, những cơn sóng ngầm của các thế lực tranh quyền đoạt vị vẫn cuồn cuộn dâng trào.

## Phân vai

### Nhân vật chính
• Mã Tuấn Vỹ – vai Đường Huyền Tông Lý Long Cơ (唐玄宗李隆基), Hoàng đế thứ 7 và thứ 9 trong lịch sử nhà Đường, con trai của Đường Duệ Tông và Đậu Đức phi. Nỗi đau mất mẹ từ nhỏ đã rèn luyện Long Cơ trở thành người túc trí đa mưu, nội tâm khó lường. Khi còn là Lâm Tri Quận vương (临淄郡王), anh liên thủ Thái Bình Công chúa giết chết Vi hậu, dẹp loạn Đại Đường. Về sau Công chúa ủng hộ Thành Khí làm Thái tử, hai cô cháu trở mặt thành thù. Long Cơ từng bước lên ngai vàng, không từ thủ đoạn lật đổ Công chúa, thậm chí làm ngơ tội ác của Hoàng hậu để không mang tiếng phụ bạc. Với sự giúp đỡ của Nguyên Nguyệt, Hà Ly và Tam Thứ, Long Cơ dần khẳng định vị thế và được Duệ Tông giao lại triều chính, trở thành Hoàng đế chính hiệu. Sau khi Nguyên Nguyệt xuất cung, Long Cơ nhớ lại một bí mật động trời: chính anh thừa lệnh Thái Bình Công chúa, giết Ân Nhu - chị gái Nguyên Nguyệt tại nhà lao vì cô không khai âm mưu phản nghịch của Vi hậu. Thực tế Ân Nhu không biết gì, cô chỉ nghe lệnh vì được Vi hậu hứa cho xuất cung, đoàn tụ với người nhà.
• Hồ Định Hân – vai Vương Trân (王蓁), nguyên phối của Lý Long Cơ từ khi anh còn là Quận vương. Trong Chính biến Vi hậu, Long Cơ bị thích khách tấn công, Vương Trân vì cản nhát dao nên bị thương, từ đó anh thề sống bên cô trọn đời trọn kiếp. Cô nhiều lần đối phó Thái Bình Công chúa, giúp Long Cơ an tâm làm vua. Thế nhưng tình cảm Đế-Hậu phai nhạt khi Vương Trân lộ rõ bản chất tàn độc. Ngày xưa Vương Trân và Tam Thứ là thanh mai trúc mã, để được làm Vương phi, ả phản bội Tam Thứ, huỷ dung nhan em gái cùng cha khác mẹ để cô không thể tiến cung, phẫu uất tự tử. Vương Trân sẩy thai và vô sinh, Long Cơ buộc phải nạp thiếp để có con nối dõi. Ả ghen tuông giá hoạ Thuần Hy khiến cô bị Long Cơ ghẻ lạnh. Đến khi Thuần Hy đắc sủng và mang long tự, ả hại cô sẩy thai, lừa cô uống rượu độc mà chết. Cũng chính ả giết Nhược Thiên - người yêu sau này của Tam Thứ. Long Cơ niệm tình phu thê, không xử tử Vương Trân mà phế ngôi hậu, giam vào lãnh cung.
• Tiêu Chính Nam – vai Hà Ly (何離), nhập cung điều tra vụ thảm sát thư viện nơi anh được nuôi dưỡng, trở thành hộ vệ cấm quân, được Lý Long Cơ tin tưởng. Anh gặp và phải lòng Nguyên Nguyệt, cùng nhau vượt qua gian khó trong cung. Về sau, anh nhận ra mình là cốt nhục của Đường Duệ Tông và Lưu Hoàng hậu, em cùng cha khác mẹ của Long Cơ. Nhiều năm trước, Lưu Hoàng hậu và Đậu Đức phi - mẹ Long Cơ bị Võ Tắc Thiên khép tội yểm bùa, khi đó Lưu thị mang thai, trước giờ hành hình sinh ra Hà Ly. Anh được bí mật mang khỏi cung nhằm bảo toàn tính mạng. Lợi dụng điều này, Thái Bình Công chúa giết anh, giá hoạ Long Cơ sát hại đích tử Đại Đường, không xứng làm vua. Hà Ly may mắn thoát chết, vạch trần Công chúa trước đại điện. Anh được Long Cơ ân chuẩn xuất cung cùng Nguyên Nguyệt. Duệ Tông biết chuyện, lệnh anh nghiệm máu xác minh huyết thống. Tống Vương Thành Khí - anh ruột của Hà Ly đã thêm muối vào nước để hai giọt máu không hoà nhập, mục đích giúp anh thoát khỏi sự nghi kị của Long Cơ. Không thể nhận cha, Hà Ly từ biệt Duệ Tông trong nước mắt.
• Lưu Tâm Du – vai Nguyên Nguyệt (元玥), nhập cung làm cung nữ, cốt để tìm tung tích Ân Nhu - người chị vào cung nhiều năm bỗng nhiên bặt vô âm tín. Thông minh lanh lợi, Nguyên Nguyệt được lòng Vương Trân - Hoàng hậu của Lý Long Cơ vì nhiều lần giúp Đế-Hậu đối phó Thái Bình Công chúa. Có công cứu giá Hiền Thái phi nên được Duệ Tông Thái Thượng hoàng nhận làm nghĩa nữ, phong hiệu Linh Lung Công chúa (玲瓏公主). Cô nhiều lần bênh vực Thuần Hy - chiêu nghi của Long Cơ, vô tình đối đầu với Hoàng hậu và bị cuốn vào cuộc chiến không hồi kết trong cung. Phát hiện Ân Nhu bị Thái Bình Công chúa xử tử vì mang thức ăn Vi hậu hạ độc đến cho Công chúa, cô quyết trả thù cho chị, liên thủ với Đế-Hậu vạch trần âm mưu tạo phản của Công chúa. Cuối phim, cô cùng ý trung nhân là Hà Ly rời cung, sống mai danh ẩn tích, yên ổn đến già.
• Mã Quốc Minh – vai Nhậm Tam Thứ (任三恕), tướng quân trung thành của Lý Long Cơ. Hồi nhỏ được cha mẹ Vương Trân cứu đói, lớn lên cùng cô nảy sinh tình cảm. Sau khi Vương Trân gả cho Hoàng thượng, anh vì nhung nhớ mà không động lòng với nữ nhân khác. Mãi đến khi gặp Nhược Thiên, anh được cảm hoá bởi tình yêu ngây ngô chân thành, quyết yêu thương bảo vệ cô suốt đời. Hạnh phúc không lâu thì Nhược Thiên bị Vương Trân giết người diệt khẩu. Nhân dịp lập công trừ khử Thái Bình Công chúa, Tam Thứ cầu xin Long Cơ xử trí Hoàng hậu đòi lại công bằng cho Nhược Thiên. Cuối phim, anh xuất cung để thay Nhược Thiên hoàn thành tâm nguyện khi còn sống, đó là ngao du tứ phương, thưởng thức cảnh đẹp.
• Huỳnh Tâm Dĩnh – vai Cam Nhược Thiên (甘若芊), bạn tốt của Nguyên Nguyệt và Thuần Hy, người yêu sau này của Tam Thứ. Là cung nữ ngây thơ trong sáng, luôn hết lòng vì Tam Thứ. Ban đầu không được đền đáp vì anh còn tơ tưởng đến Hoàng hậu. Về sau cảm kích tấm lòng của Nhược Thiên, cộng thêm nhìn ra bộ mặt thật của Hoàng hậu, anh dần quên quá khứ để cùng cô hướng đến tương lai. Nhược Thiên luôn âm thầm giúp đỡ, thậm chí thế thân cho Tam Thứ khi cần. Cụ thể, Thuần Hy tắm ở Tử Lan thang, Hoàng hậu dàn cảnh có thích khách để Tam Thứ xông vào hộ giá, cả hai bị quy chụp tư thông tại phòng tắm. Nhược Thiên không ngại nhận dàn cảnh hại Tam Thứ vì bị anh "cự tuyệt", khiến bản thân lãnh trượng hình. Cuối phim, cô tình cờ nghe Diệu Nhụy - cung nữ thân cận của Hoàng hậu nói đến hành vi độc ác mà ả ta thực hiện. Vốn định bỏ trốn thì bị Hoàng hậu dùng gạch đánh chết.

### Nhân vật Hoàng thất
• Trần Vỹ – vai Thái Bình Công chúa (太平公主), con gái út của Đường Cao Tông và Võ hậu, em gái của Đường Duệ Tông, cô của Lý Long Cơ và Lý Thành Khí. Sau Đường Long chi biến, bà được phong hiệu đầy đủ là Trấn Quốc Thái Bình Công chúa (鎮國太平公主). Lợi dụng tình huynh muội với Duệ Tông, bà thả sức hô mưa gọi gió, nhiễu loạn cung đình, nhiều lần cản trở Long Cơ lên ngôi. Cuối phim, bà sai cung nữ thân cận là Tần Hòe đâm chết Hà Ly, giá họa Long Cơ sát hại đích tử Đại Đường, song song sai người thêu sẵn long bào hòng soán ngôi đoạt vị. Nào ngờ bà bị Tần Hòe bán đứng, tha chết cho Hà Ly, cùng anh tố giác mưu đồ tạo phản trước toàn điện. Duệ Tông nghe vậy liền ra chỉ khoan hồng, song lập tức trao triều chính lại cho Long Cơ, bắt quan viên trong triều tôn anh làm Hoàng đế duy nhất, mục đích cho anh toàn quyền xử lý Công chúa. Biết mình bại trận, Công chúa treo cổ tự vẫn.
• Châu Tú Na – vai Trịnh Thuần Hy (鄭純熙), Chiêu nghi của Lý Long Cơ, cháu gái của Thái Bình Công chúa và Tiên phò mã Tiết Thiệu, bạn tốt của Nguyên Nguyệt và Nhược Thiên. Thuần Hy ngưỡng mộ Long Cơ từ lâu. Thái Bình Công chúa lợi dụng điểm này, ép anh nạp cô làm Phi để khai chi tán diệp, mục đích cài nội gián bên cạnh anh. Ban đầu anh rất đề phòng Thuần Hy, cộng thêm Vương Trân liên tiếp giá họa khiến Thuần Hy bị hiểm lầm. Sau thấy Thuần Hy thiện đãi mọi người, bao gồm cả Hoàng hậu, Long Cơ dần đáp lại tấm chân tình của cô. Vương Trân tiếp tục hại Thuần Hy bằng cách phóng hỏa Tàng Thư cát trong khi cô đến đọc sách, vu oan cô và Nhậm Tam Thứ tư thông ở Tử Lan thang... Long Cơ ra sức bảo vệ khiến ả càng thêm đố kị. Thuần Hy mang thai, ả khuyên cô leo lên ngọn cây, chạm tay vào trứng chim cho long thai thêm phúc. Thực ra ả làm gãy thang tre từ trước để hại cô té sẩy thai. Nguyên Nguyệt thay Thuần Hy leo thang lấy tổ chim xuống, giữa chừng sẩy chân rơi từ trên cao, Thuần Hy dùng thân đỡ cho Nguyên Nguyệt nên hư thai tại chỗ. Phát hiện chủ mưu của độc kế là Vương Trân, cộng thêm Nhược Thiên cũng bị chính ả ta giết, cô phẫn uất xin Long Cơ chủ trì công đạo. Tuy nhiên vì chưa nắm giữ đại cục, Long Cơ không thể định tội và phế truất Hoàng hậu. Mọi hi vọng bị phu quân bên gối dập tắt, Thuần Hy cùng quẫn, đem rượu độc đến chỗ Vương Trân giảng hòa, mời ả uống để chết chung. Nào ngờ ả không uống mà đổ rượu vào chiếc khăn đặt trên đùi. Thuần Hy bị lừa, chết không nhắm mắt. Cái chết của cô khiến Long Cơ vô cùng ân hận.
• Lý Long Cơ – vai Đường Duệ Tông Lý Đán (唐睿宗李旦), Hoàng đế thứ 5 và thứ 7 trong lịch sử nhà Đường, con trai út của Đường Cao Tông và Võ hậu, cha của Lý Long Cơ và Lý Thành Khí. Tại vị hai lần vào năm 684 - 690 (trước khi Võ hậu đăng cơ) và năm 710 - 712 (sau khi Võ hậu thoái vị). Hồi nhỏ, Thái Bình Công chúa biết mình được Võ hậu sủng ái, thường xuyên thay Duệ Tông chịu phạt. Lớn lên, ông hết mực thương yêu che chở người em gái này. Sau khi lên ngôi, ông lập Long Cơ làm Thái tử. Năm 712, sao trên trời có hiện tượng di chuyển kì lạ, Công chúa bảo đây là điềm báo Thái tử đoạt ngôi. Để trừ nạn, Duệ Tông truyền ngôi cho Long Cơ, trở thành Thái Thượng Hoàng nhưng vẫn nắm giữ triều chính đến khi Long Cơ sinh con trai. Năm 713, Long Cơ chưa có con nhưng lập công vạch trần tội mưu phản của Công chúa, được giao lại triều chính, nhân cơ hội bức tử Công chúa, dẹp loạn triều cương.
• Lữ San – vai Vương Phương Mị (王芳媚), Hiền phi của Đường Duệ Tông, hiền lương thục đức. Vào buổi lễ truy phong Lưu thị (mẹ của Lý Thành Khí) và Đậu thị (mẹ của Lý Long Cơ) làm Hoàng hậu, Thái Bình Công chúa uống rượu độc để giá họa Long Cơ. Duệ Tông sai người điều tra, phát hiện Hiền phi xin ô sa la từ chỗ Thượng Cung cục. Bà thú nhận dùng nó để chữa bệnh cho con gái Châu Vũ Yên - phi tần đã xuất cung của Duệ Tông. Duệ Tông nhớ đến người cũ, phong làm Thục phi và đón về cung. Sau khi Duệ Tông xưng Thái Thượng Hoàng, Hiền phi và Thục phi trở thành Hiền Thái phi (賢太妃) và Thục Thái phi (淑太妃). Hiền Thái phi bị cung nữ của Thuần Hy hành thích, đả thương và hôn mê nhiều ngày. Tỉnh lại, bà trở nên điên điên dại dại, thường xuyên nổi cáu với Thục Thái phi, Hoàng hậu và Công chúa. Vài ngày sau, bà ra đi đột ngột khiến Long Cơ nghi ngờ. Kết quả khám nghiệm tử thi cho biết bà trúng độc nhiều ngày. Hung thủ hại bà chính là Thục Thái phi.
• Hàn Mã Lợi – vai Châu Vũ Yên (周武殷), phi tần của Đường Duệ Tông. Khi xảy ra nạn yểm bùa, Lưu thị và Đậu thị bị Võ hậu xử tử, bà bị đày ra hoàng lăng sống khổ cực. Con gái bà là An Hoài Công chúa lâm bệnh nhiều năm, rốt cuộc không qua khỏi dù được Hiền phi hết lòng giúp đỡ. Duệ Tông áy náy với hai mẹ con, phong bà làm Thục phi (淑妃), đón về cung hưởng vinh hoa phú quý. Sau khi Duệ Tông xưng Thái Thượng Hoàng, bà trở thành Thục Thái phi (淑太妃). Hiền Thái phi bị thương, bà ngày đêm chăm sóc mặc cho Hiền Thái phi tâm thần bất ổn, thường xuyên ra tay với mình. Hiền Thái phi qua đời, Long Cơ xin Duệ Tông phẫu thuật thi thể để xét nghiệm. Anh phát hiện bà bị trúng độc, loại độc này trùng khớp với loại đã gây kích ứng trên tay của Thục Thái phi. Đến đây, bà thừa nhận thuê người hành thích và hạ độc Hiền Thái phi, ngoài ra còn định ám sát Duệ Tông. Bà hận Duệ Tông không đoái hoài đến mẹ con bà, khiến An Hoài chết thảm. Việc Hiền Thái phi được sống tốt hơn cũng khiến bà căm phẫn. Bà rút trâm lao về phía Duệ Tông, ông bẻ tay khiến bà tự đâm vào người. Trước khi chết, bà nguyền rủa dù làm ma cũng phải báo thù dòng tộc Lý Đường.
• Lý Thiên Tường – vai Tống vương Lý Thành Khí (宋王李成器), con trai của Đường Duệ Tông và Lưu Hoàng hậu, anh cùng cha khác mẹ của Lý Long Cơ. An phận thủ thường, không có dã tâm. Thái Bình Công chúa thấy anh dễ thao túng, bèn xin Duệ Tông lập làm Thái tử với lý do là đích xuất (con do Hoàng hậu sinh), còn Long Cơ chỉ là thứ xuất (con do phi tần sinh). Tuy nhiên, Thành Khí không ham ngôi vị, chủ động nhường vị trí Thái tử cho Long Cơ. Tình cảm huynh đệ của hai người vô cùng tốt đẹp, Thành Khí luôn phò trợ Long Cơ dẹp bỏ vây cánh Thái Bình Công chúa.
• Tăng Vĩ Quyền – vai Võ Du Kỵ (武攸暨), phò mã thứ hai của Thái Bình Công chúa. Tiết Thiệu - phò mã đầu tiên bị Võ hậu xử tử tội mưu phản, khi đó Du Kỵ đã có vợ con. Võ hậu ép chết vợ con Du Kỵ để ông thành hôn với Công chúa. Dù vậy, Công chúa luôn tưởng nhớ Tiết Thiệu và lạnh nhạt với Du Kỵ. Tiết Thiệu từng bị một cung nữ tố cáo tội danh trước Võ hậu. Công chúa vì hận cung nữ này, đã giam lỏng và tra tấn tàn bạo suốt nhiều năm. Cung nữ được Đế-Hậu giải thoát, tâu lên Duệ Tông hành vi độc ác của Công chúa, không ngờ Du Kỵ nhận thay toàn bộ để Công chúa thoát tội. Ngày Du Kỵ bị ban chết, Công chúa nhận ra ông yêu mình thế nào thì đã quá muộn.
• Trương Đạt Luân – vai Tiết Thiệu (薛紹), phò mã đầu tiên của Thái Bình Công chúa, cũng là người bà yêu nhất. Bị Võ hậu xử tử tội mưu phản (xuất hiện qua lời kể nhân vật).
• Mễ Tuyết – vai Vi hậu (韋后), Hoàng hậu của Đường Trung Tông. Giết chồng đoạt vị, tái diễn lịch sử "Võ hậu xưng Đế", bị Lý Long Cơ và Nhậm Tam Thứ hợp sức chém chết.

### Nhân vật khác
• Tạ Tuyết Tâm – vai Chương Quỳnh Hương (Thượng Cung - lãnh đạo bốn ty)
• Trương Tuệ Nghi – vai Lục Bích Vân (Ty chế: trang phục)
• Khang Hoa – vai Nam Cung Cầm (Ty thiếc: đồ dùng)
• La Lâm – vai Từ Tương Tư (Ty trân: trang sức)
• Trương Văn Từ – vai Uông Mẫn (Ty thiện: ăn uống)
• Vi Gia Hùng – vai Thành cung (Nội thị giám).
• Lý Mỹ Tuệ – vai Tần Hoè (cung nữ thân cận của Thái Bình Công chúa).

## Đài phát hành
| Đài              | Quốc gia, địa điểm chiếu | Ngày khởi chiếu | Thời gian chiếu | Phương thức chiếu |
| ---------------- | ------------------------ | --------------- | --------------- | ----------------- |
| 翡翠台           | Hồng Kông                | 21/05/2018      | 20:30           |                   |
| myTV SUPER       | Hồng Kông                | 21/05/2018      | 23:30           |                   |
| TVB Anywhere     | （部分國家除外）         | 21/05/2018      | 20:00           |                   |
| SCTV9            | Việt Nam                 | 21/05/2018      | 20:00           |                   |
| Đại Đại Bình Đài | Đài Loan                 | 21/05/2018      | 20:30           |                   |
| 腾讯视频         | Trung Quốc               | 22/05/2018      | 20:00           |                   |

## Nhạc phim
| Bài hát                                | Sáng tác                                   | Trình bày                                   | Thông tin thêm |
| -------------------------------------- | ------------------------------------------ | ------------------------------------------- | -------------- |
| Trăng sáng và biển (明月與海)          | Nhạc: Trương Gia Thành Lời: Trương Mỹ Hiền | Hồ Định Hân (胡定欣) và Mã Tuấn Vỹ (馬浚偉) | [ 3 ]          |
| Thiêu thân xông vào lửa (飛蛾撲火)     | Nhạc: Trương Gia Thành Lời: Trương Mỹ Hiền | HANA Cúc Tử Kiều (HANA菊梓喬)               | [ 4 ]          |
| Không hối hận không hổ thẹn (無悔無愧) | Nhạc: Trương Gia Thành Lời: Trương Mỹ Hiền | Hồ Định Hân (胡定欣)                        | [ 5 ]          |